# ماركوس بانكس
ماركوس بانكس (بالإنجليزية: Marcus Banks)‏ مواليد 19 نوفمبر 1981 في لاس فيغاس، هو لاعب كرة سلة أمريكي بدأ مسيرته الاحترافية في سنة 2003. تم اختياره من قبل فريق ميمفيس غريزليس خلال الدرافت. يبلغ طوله 6 قدم 2 بوصة (1.9 م).

## المسيرة الاحترافية
لعب مع بوسطن سيلتكس من سنة 2003 إلى 2006، ثم لعب مع مينيسوتا تمبر ولفز في سنة 2006، ثم لعب مع فينيكس صنز من سنة 2006 إلى 2009، ثم لعب مع ميامي هيت من سنة 2008 إلى 2010، ثم لعب مع تورونتو رابتورز من سنة 2009 إلى 2011، ثم لعب مع نيو أورلينز بيليكانز من سنة 2010 إلى 2013، ثم لعب مع نانسي باسكت في الدوري الفرنسي في موسم 2014–2015.

## روابط خارجية
- ماركوس بانكس على موقع الدوري الأوروبي لكرة السلة (الإنجليزية)
- ماركوس بانكس على موقع إن بي أي (الإنجليزية)
- ماركوس بانكس على موقع سبورتس رفرنس (الإنجليزية)
- ماركوس بانكس على موقع كرة السلة الأوروبية.كوم (الإنجليزية)
- ماركوس بانكس على موقع كلية كرة السلة في سبورتس رفرنس.كوم (الإنجليزية)
- ماركوس بانكس على موقع ريلجم (الإنجليزية)
- ماركوس بانكس على موقع بروبوليرز (الإنجليزية)
- ماركوس بانكس على موقع سبورتس رفرنس (الإنجليزية)
- ماركوس بانكس على موقع سبورتس رفرنس (الإنجليزية)